# Pohjajärvi (sjö i Valtimo, Norra Karelen)
Pohjajärvi är en sjö i kommunen Valtimo i landskapet Norra Karelen i Finland. Den är 8,5 meter djup. Arean är 40 hektar och strandlinjen är 3,61 kilometer lång. Sjön  ingår i Vuoksens huvudavrinningsområde.   Den ligger omkring 120 kilometer norr om Joensuu och omkring 430 kilometer nordöst om Helsingfors. 